# بیکالوتامید
بیکالوتامید، که با نام تجاری Casodex به فروش می‌رسد، یک داروی ضد آندروژن است که در درجه اول برای معالجه سرطان پروستات استفاده می‌شود. به‌طور معمول همراه با هورمون آزاد کننده گنادوتروپین (GnRH) یا با از بین بردن جراحی بیضه‌ها برای درمان سرطان پیشرفته پروستات استفاده می‌شود. بیکالوتامید همچنین ممکن است برای درمان رشد بیش از حد مو در زنان استفاده شود، به عنوان یکی از مؤلفه‌های هورمون درمانی زنانه برای زنان تراجنسی، برای درمان بلوغ زودرس در پسران، و برای جلوگیری از نعوظ‌های طولانی مدت در مردان مورد استفاده است که به صورت دهانی استفاده می‌شود.
عوارض جانبی رایج در مردان شامل بزرگ‌شدن پستان، حساسیت به پستان و گرگرفتگی است. عوارض جانبی دیگر در مردان شامل زنانگی و اختلال عملکرد جنسی است. در حالی که به نظر می‌رسد این دارو عوارض جانبی کمی در خانم‌ها ایجاد کند، اما استفاده از آن در زنان توسط سازمان غذا و دارو (FDA) توصیه نمی‌شود. استفاده در دوران بارداری ممکن است به کودک آسیب برساند. بیکالوتامید باعث ایجاد آنزیمهای کبدی در حدود ۱٪ از افراد می‌شود. به ندرت، این بیماری با مواردی از سمیت کبد، سمیت ریه، و حساسیت به نور همراه بوده‌است. اگرچه خطر تغییرات نامطلوب کبد اندک است، اما آزمون عملکرد کبد در طول درمان توصیه می‌شود.
بیکالوتامید عضو گروه داروهای ضد آندروژن غیر استروئیدی (NSAA) است. این کار با مسدود کردن گیرنده آندروژن (AR)، هدف بیولوژیکی هورمونهای جنسی آندروژن تستوسترون و دی هیدروتستوسترون (DHT) انجام می‌شود. سطح آندروژن را پایین نمی‌آورد. این دارو می‌تواند برخی از داروهای استروژن مانند در مردان داشته باشد. بیکالوتامید به خوبی جذب می‌شود و جذب آن تحت تأثیر مواد غذایی قرار نمی‌گیرد. نیمه عمر از بین رفتن دارو حدود یک هفته است. اعتقاد بر این است که از سد خونی مغزی عبور کرده و بر بدن و مغز تأثیر می‌گذارد.
این دارو در سال ۱۹۸۲ ثبت اختراع شد و در سال ۱۹۹۵ برای مصارف پزشکی تصویب شد. بیکالوتامید در فهرست داروهای ضروری سازمان بهداشت جهانی، که ایمن‌ترین و موثرترین داروهای مورد نیاز در یک سیستم بهداشتی است قرار دارد. بیکالوتامید به عنوان یک داروی عمومی در دسترس است. این دارو در بیش از ۸۰ کشور از جمله کشورهای توسعه‌یافته فروخته می‌شود این ماده ضد آندروژن بیشتر در درمان سرطان پروستات است و برای میلیون‌ها مرد مبتلا به این بیماری تجویز شده‌است.

## پژوهش
یک کارآزمایی بالینی مرحله سوم بیکالوتامید در ترکیب با یک داروی ضدبارداری ترکیبی اتیلین استرادیول برای معالجه هیرسوتیسم شدید در زنان PCOS در سال ۲۰۱۷ با نظارت آژانس داروهای ایتالیایی (AIFA) در ایتالیا انجام شد.
آنتی آندروژنها برای درمان COVID-19 در مردان پیشنهاد شده‌است و از ماه مه ۲۰۲۰ بیکالوتامید با دوز بالا برای این منظور در یک کارآزمایی بالینی فاز دوم است.

## استفاده در دامپزشکی
بیکالوتامید ممکن است برای درمان هایپراندروژنیسم و هیپرپلازی خوش‌خیم پروستات ثانویه به هایپرآدرنوکورتیکیسم (ناشی از آندروژن‌های بیش از حد آدرنال) در راسوی اهلی نر مورد استفاده قرار گیرد. با این حال، به‌طور رسمی در مطالعات کنترل شده برای این منظور ارزیابی نشده‌است.